# Diecezja Kongolo
Diecezja Kongolo – diecezja rzymskokatolicka  w Demokratycznej Republice Konga. Powstała w 1911  jako prefektura apostolska Północnej Katangi. Podniesiona do rangi wikariatu apostolskiego  w 1935 (od 1951 pod nawą wikariat Kongolo) a diecezji w 1959. 

## Biskupi diecezjalni
- Biskupi Kongolo 
  - Bp Oscar Ngoy, C.S.Sp. (od 2007)
  - Bp Jérôme Nday Kanyangu Lukundwe (1971– 2007)
  - Bp Gustave Joseph Bouve, C.S.Sp. (1959 – 1970)
- Wikariusze apostolscy Kongolo 
  - Bp Gustave Joseph Bouve, C.S.Sp. (1951 – 1959)
- Wikariusze apostolscy Północnej  Katangi 
  - Bp Gustave Joseph Bouve, C.S.Sp. (1950 – 1951)
  - Bp Giorgio Giuseppe Haezaert, C.S.Sp. (1935– 1949)
- Prefekci apostolscy Północnej Katangi 
  - Bp Giorgio Giuseppe Haezaert, C.S.Sp. (1931– 1935)
  - O. Luigi Lempereur, C.S.Sp. (1922 – 1930)
  - O. Emilio Callewaert, C.S.Sp. (1912 – 1922)